# Грузинова, Елена Николаевна
Елена Николаевна Грузинова (род. 24 декабря 1967 или 31 декабря 1967, Черепаново, Чувашская АССР), в девичестве Бронюкова — российская легкоатлетка, специалистка по спортивной ходьбе. Выступала за сборную России по лёгкой атлетике в 1990-х годах, дважды бронзовая призёрка Кубка мира в командном зачёте, победительница и призёрка первенств всероссийского значения, участница летних Олимпийских игр в Атланте. Представляла Чувашию. Мастер спорта России международного класса. Также известна по работе в медицине, кандидат медицинских наук.

## Биография
Елена Бронюкова родилась 24 декабря 1967 года в деревне Черепаново Красночетайского района Чувашской АССР.
Впервые заявила о себе на всероссийском уровне в сезоне 1993 года, когда на открытом зимнем чемпионате России по спортивной ходьбе в Адлере выиграла бронзовую медаль на дистанции 10 км. Позднее на Кубке мира в Монтеррее в той же дисциплине заняла 11-е место, став бронзовой призёркой женского командного зачёта.
В 1995 году на зимнем чемпионате России в Адлере получила серебро. На Кубке мира в Пекине показала 17-й результат в личном зачёте 10 км и вновь стала бронзовой призёркой командного зачёта.
На чемпионате России 1996 года в Сочи в дисциплине 10 км выиграла серебряную медаль. Благодаря череде удачных выступлений удостоилась права защищать честь страны на летних Олимпийских играх в Атланте — в 10-километровой гонке с результатом 43:50 закрыла десятку сильнейших.
В 1998 году взяла бронзу в ходьбе на 10 км на чемпионате России в Ижевске и получила серебро в ходьбе на 20 км на чемпионате России в Чебоксарах.
В феврале 1999 года на соревнованиях в Адлере установила свой личный рекорд на дистанции 20 км — 1:31:04.
За выдающиеся спортивные достижения удостоена почётного звания «Мастер спорта России международного класса».
Окончила медицинский факультет Чувашского государственного университета (1994). После завершения спортивной карьеры с 2000 года работала по медицинской специальности — акушером-гинекологом гинекологического отделения Чебоксарской больницы скорой медицинской помощи. Кандидат медицинских наук (2013).